# 第十六世噶瑪巴·讓炯日佩多傑
讓炯日佩多傑（藏語：རང་འབྱུང་རིག་པའི་རྡོ་རྗེ་，威利转写：Rang 'byung rig pa'i rdo rje，藏语拼音：Rangjung Rigpe Dorje；1924年8月14日—1981年11月5日），又譯為让琼日必多吉、让琼利佩多傑，男，藏族，康區德格人，第十六世噶瑪巴，為噶舉派最高宗教領袖。

## 生平
在第十五世噶瑪巴死後，他的私人隨從蔣貝楚臣（Jampal Tsultrim）根據第十五世噶瑪巴遺留下的預言，開始尋找他的轉世祖古。經過第一世貝魯欽哲，第11世大司徒仁波切以及第二世蔣貢康楚的協助，最終在康區德格县，臨近長江的村莊，找到讓炯日佩多傑，認證他成為第16世噶瑪巴。隨後，達賴喇嘛也授與他認證信函。
1959年2月，日佩多傑帶領160名僧侶，由楚布寺，翻越喜馬拉雅山脈，到達不丹。錫金國王札西南嘉邀請他至錫金弘法，並為他興建寺院。於是日佩多傑，在第九世噶玛巴建立的舊寺院附近，建立了隆德寺，作為噶瑪巴法座的所在地。
1981年11月5日，日佩多傑在美國伊利諾州芝加哥近郊城市錫安的癌症治療醫院示寂。
十六世噶瑪巴圓寂後，中國政府及第十四世達賴喇嘛則共同認定伍金赤列多吉為第十七世噶瑪巴，第十四世夏瑪巴認定赤列塔耶多吉為第十七世噶瑪巴。雙方皆稱為唯一合法噶瑪巴，引發第十七世噶瑪巴爭議。